# Вонгровець
Вонгровець (пол. Wągrowiec, нім. Wongrowitz) — місто в північно-західній Польщі. Біля міста течуть унікальні річки Вельна та Нельба, які перетинаються між собою під прямим кутом.
В місті народився Якуб Вуєк. 

## Демографія
Демографічна структура станом на 31 березня 2011 року:
|          | Загалом | Допрацездатний вік | Працездатний вік | Постпрацездатний вік |
| -------- | ------- | ------------------ | ---------------- | -------------------- |
| Чоловіки | 12272   | 2513               | 8600             | 1159                 |
| Жінки    | 13055   | 2415               | 7920             | 2720                 |
| Разом    | 25327   | 4928               | 16520            | 3879                 |